# 詹马里亚·达尔马伊斯特罗
詹马里亚·达尔马伊斯特罗（義大利語：Gianmaria Dal Maistro，1980年12月4日—），意大利男子高山滑雪运动员。他曾代表意大利参加1998年冬季残疾人奥林匹克运动会高山滑雪比赛，获得一枚金牌、五枚银牌和三枚铜牌。